# Kaïniet

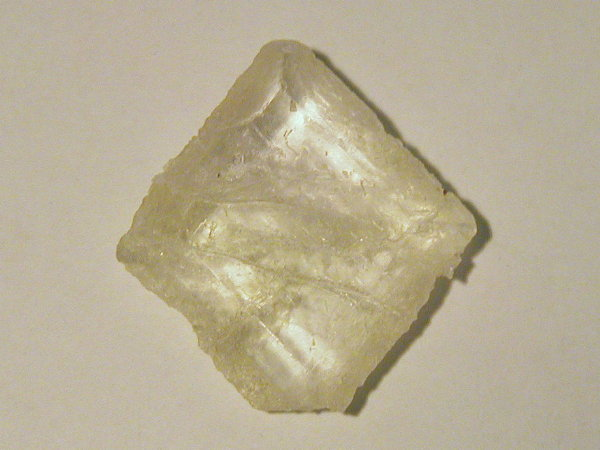

Kaïniet (MgSO4·KCl·3H2O) is een mineraal zout dat bestaat uit kaliumchloride en magnesiumsulfaat, en wordt gebruikt als een kunstmest. 
Het mineraal is korrelig en zacht. De kleur is wit of geel tot rood. Het mineraal wordt vooral gevonden in de Staßfurt zoutmijnen in Saksen-Anhalt, Duitsland. Het is een  natuurlijk zout.